# ジョエル・アンソニー
ジョエル・アンソニー（Joel Anthony）ことジョエル・ヴィンセント・アンソニー（Joel Vincent Anthony、1982年8月9日 - ）は、カナダ・ケベック州モントリオール出身のプロバスケットボール選手。NBAのマイアミ・ヒートなどに所属していた。ポジションはセンター。206cm、118kg。

## 来歴
ケベック州モントリオールの高校を卒業後渡米し、フロリダ州ペンサコーラのペンサコーラジュニアカレッジにリクルーティングされた。2年後にネバダ大学ラスベガス校に編入、3年次の2004-05シーズンにチームトップ、マウンテン・ウェスト・カンファレンス4位のブロックショットをあげた。しかし翌シーズンはプレーせず、2006-07シーズンに復帰、40分あたりのブロックショットで、NCAA2位の数字となる6.77ブロックをあげて、カンファレンス最優秀守備選手に選ばれた。2007年2月7日のテキサスクリスチャン大学戦では13ブロック、11リバウンドをあげてシーズン唯一のダブルダブルを記録した。
2007年7月、マイアミ・ヒートと2年目のオプションを含む1年契約を結んだ。2007-08シーズン、彼は24試合に出場し、平均3.5得点、3.9リバウンドをあげた。2008-09シーズンには自身初のプレーオフを味わったが、1回戦でアトランタ・ホークスに3勝4敗で敗れシーズンを終えた。2009年7月に再契約を果たした。
2010年7月、チームにはフリーエージェントでレブロン・ジェームズ、クリス・ボッシュが加わった。アンソニーも7月16日に5年間1800万ドルの契約を結んだ。この年チームはイースタン・カンファレンスでシカゴ・ブルズに次ぐ58勝24敗の成績で終え、NBAファイナルに進出したがダラス・マーベリックスに2勝4敗で敗れた。ファイナルでアンソニーは平均20.5分プレーし、1,3得点、3.5リバウンドを記録している。
その後、2012~13年にかけて、NBA優勝を経験。更にその後はボストン・セルティックス、デトロイト・ピストンズを転々とした。
2016年9月19日、サンアントニオ・スパーズとトレーニングキャンプに関する契約を結んだが、シーズン開幕前に解雇された。以降無所属の状態が続いたが、スパーズは2017年1月23日、パウ・ガソルが左手を骨折し、1ヶ月の戦線離脱が決定したのを受け、アンソニーと10日間契約を締結。2度目の契約を経て2月12日に正式にシーズン終了までの契約を結んだ。
2017年9月24日、ミルウォーキー・バックスとトレーニングキャンプに関する契約を結んだが、開幕直前に解雇された。

## NBA個人成績

### レギュラーシーズン
| シーズン | チーム         | GP  | GS  | MPG  | FG%  | 3P%  | FT%   | RPG | APG | SPG | BPG | PPG |
| -------- | -------------- | --- | --- | ---- | ---- | ---- | ----- | --- | --- | --- | --- | --- |
| 2007–08  | ヒート         | 24  | 1   | 20.8 | .467 | .000 | .592  | 3.9 | .1  | .4  | 1.3 | 3.5 |
| 2008–09  | ヒート         | 65  | 28  | 16.1 | .483 | .000 | .652  | 3.0 | .4  | .3  | 1.4 | 2.2 |
| 2009–10  | ヒート         | 80  | 16  | 16.5 | .478 | .000 | .717  | 3.1 | .2  | .3  | 1.4 | 2.7 |
| 2010–11  | ヒート         | 75  | 11  | 19.5 | .535 | .000 | .644  | 3.6 | .3  | .1  | 1.2 | 2.0 |
| 2011–12  | ヒート         | 64  | 51  | 21.1 | .559 | .000 | .690  | 3.9 | .1  | .6  | 1.3 | 3.4 |
| 2012–13  | ヒート         | 62  | 3   | 9.1  | .515 | .000 | .607  | 1.9 | .2  | .2  | .7  | 1.4 |
| 2013–14  | ヒート         | 12  | 0   | 3.1  | .333 | .000 | 1.000 | .6  | .0  | .0  | .3  | .5  |
| 2013–14  | セルティックス | 21  | 0   | 7.1  | .385 | .000 | .333  | 1.5 | .1  | .1  | .4  | 1.0 |
| 2014–15  | ピストンズ     | 49  | 0   | 8.3  | .581 | .000 | .682  | 1.9 | .1  | .2  | 1.0 | 1.8 |
| 2015–16  | ピストンズ     | 19  | 0   | 5.1  | .600 | .000 | .750  | 1.1 | .1  | .1  | .6  | .9  |
| 2016–17  | スパーズ       | 19  | 0   | 6.4  | .625 | .000 | .625  | 1.6 | .2  | .1  | .3  | 1.3 |
| Career   | Career         | 490 | 110 | 14.4 | .513 | .000 | .662  | 2.8 | .2  | .3  | 1.1 | 2.2 |

### プレーオフ
| シーズン | チーム   | GP | GS | MPG  | FG%  | 3P%  | FT%   | RPG | APG | SPG | BPG | PPG |
| -------- | -------- | -- | -- | ---- | ---- | ---- | ----- | --- | --- | --- | --- | --- |
| 2009     | ヒート   | 6  | 2  | 14.7 | .800 | .000 | 1.000 | 3.2 | .3  | .0  | 1.2 | 1.7 |
| 2010     | ヒート   | 5  | 0  | 15.8 | .714 | .000 | .750  | 1.8 | .2  | .4  | 1.0 | 2.6 |
| 2011     | ヒート   | 21 | 13 | 27.4 | .367 | .000 | .710  | 4.6 | .5  | .4  | 1.8 | 2.8 |
| 2012     | ヒート   | 17 | 1  | 19.4 | .586 | .000 | .800  | 3.2 | .1  | .3  | .9  | 3.2 |
| 2013     | ヒート   | 14 | 0  | 5.1  | .300 | .000 | .000  | 1.5 | .0  | .1  | .3  | .4  |
| 2017     | スパーズ | 3  | 0  | 5.2  | .750 | .000 | .000  | 1.3 | .0  | .0  | .7  | 2.0 |
| Career   | Career   | 66 | 16 | 17.5 | .481 | .000 | .746  | 3.1 | .2  | .3  | 1.1 | 2.2 |

## カナダ代表
2008年、カナダ代表に選ばれ、北京オリンピック予選に出場し活躍したが、チームはオリンピックに出場することはできなかった。2009年バスケットボール男子アメリカ選手権では準決勝のブラジル戦で敗れはしたものの17得点、8リバウンドをあげる活躍を見せるなど、チームの4位に貢献した。2010年バスケットボール世界選手権にも出場したが、チームは同大会におけるカナダの史上最低記録となる5連敗に終わった。